# Eucalathis macrorhynchus
Eucalathis macrorhynchus är en armfotingsart som beskrevs av Forster 1974. Eucalathis macrorhynchus ingår i släktet Eucalathis och familjen Chlidonophoridae. Inga underarter finns listade i Catalogue of Life.